# Diocèse de Limón
Le diocèse de Limón (en latin : Dioecesis Limonensis ; en espagnol : Diócesis de Limón) est un diocèse de l'Église catholique appartenant à la région ecclésiastique du Costa Rica et suffragant de l'archidiocèse de San José de Costa Rica.

## Territoire
Il possède un territoire situé sur la province de Limón d'une superficie de 9 189 km2 divisé en 17 paroisses. L'évêché est à Puerto Limón où se trouve la cathédrale du Sacré-Cœur de Jésus.

## Histoire
Il est érigé en vicariat apostolique le 16 février 1921 par la bulle Praedecessorum Nostrorum du pape Benoît XVen prenant une partie du territoire du diocèse de San José de Costa Rica, qui est en même temps élevé au rang d'archidiocèse métropolitain avec le vicariat apostolique de Limón et le diocèse d'Alajuela comme suffragants ; mais en plus d'être suffragant de San José, Limón est également soumis à la juridiction de la congrégation pour la propagation de la foi en tant que le vicariat apostolique,.
En 1927, il récupère le canton de Turrialba, à l'exception du district de Santa Cruz qui reste dans l'archidiocèse de San José ; mais agrège ce district le 21 août 1961 par le décret Maiori animarum Bono de la congrégation pour les évêques.
La cathédrale, inauguré en 1951, est sérieusement endommagée lors du séisme de 1991 au Costa Rica (es). Compte tenu des coûts prohibitifs pour une éventuelle reconstruction, la construction d'une nouvelle cathédrale est entreprise.
Le 30 décembre 1994, le vicariat apostolique est élevé au rang de diocèse par la bulle Cum Vicariatus Apostolicus du pape Jean-Paul II.
Le 24 mai 2005, le diocèse cède le canton de Turrialba pour l'érection du diocèse de Cartago.
Le 17 janvier 2017, la congrégation pour le culte divin reconnaît saint Vincent de Paul comme patron de la ville et du diocèse de Limón.

## Évêques
- Agustín Blessing Presinger, C.M (1921-1934)
- Carlos Alberto Wollgarten, C.M (1935-1937)
- Juan Paulo Odendahl Metz, C.M (1938-1957)
- Alfonso Hoefer Hombach, C.M (1958-1979)
- Alfonso Coto Monge (1980-1994)
- José Francisco Ulloa Rojas (1994-2005) nommé évêque de Cartago
- José Rafael Quirós Quirós (2005-2013) nommé archevêque de San José de Costa Rica
- Javier Gerardo Román Arias (2015- )